# Gurungs
Pour les articles homonymes, voir Gurung.

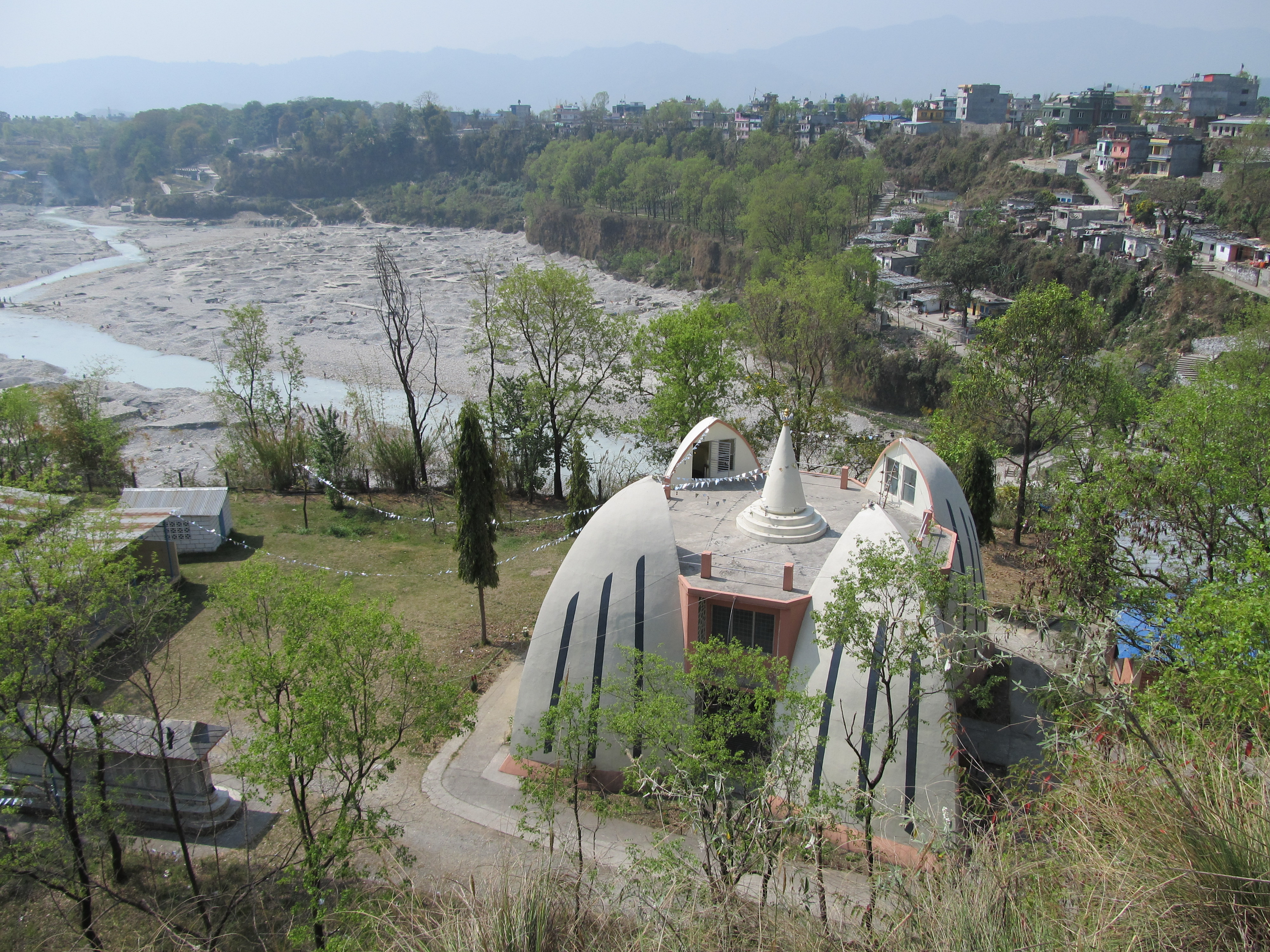
Musée gurung à Pokhara

Les Gurung, aussi appelés Tamu, sont une ethnie tibéto-birmane himalayenne vivant principalement dans la région de Pokhara au Népal. On en recense environ 500 000. Ils sont originairement des paysans de montagne. 

## Histoire

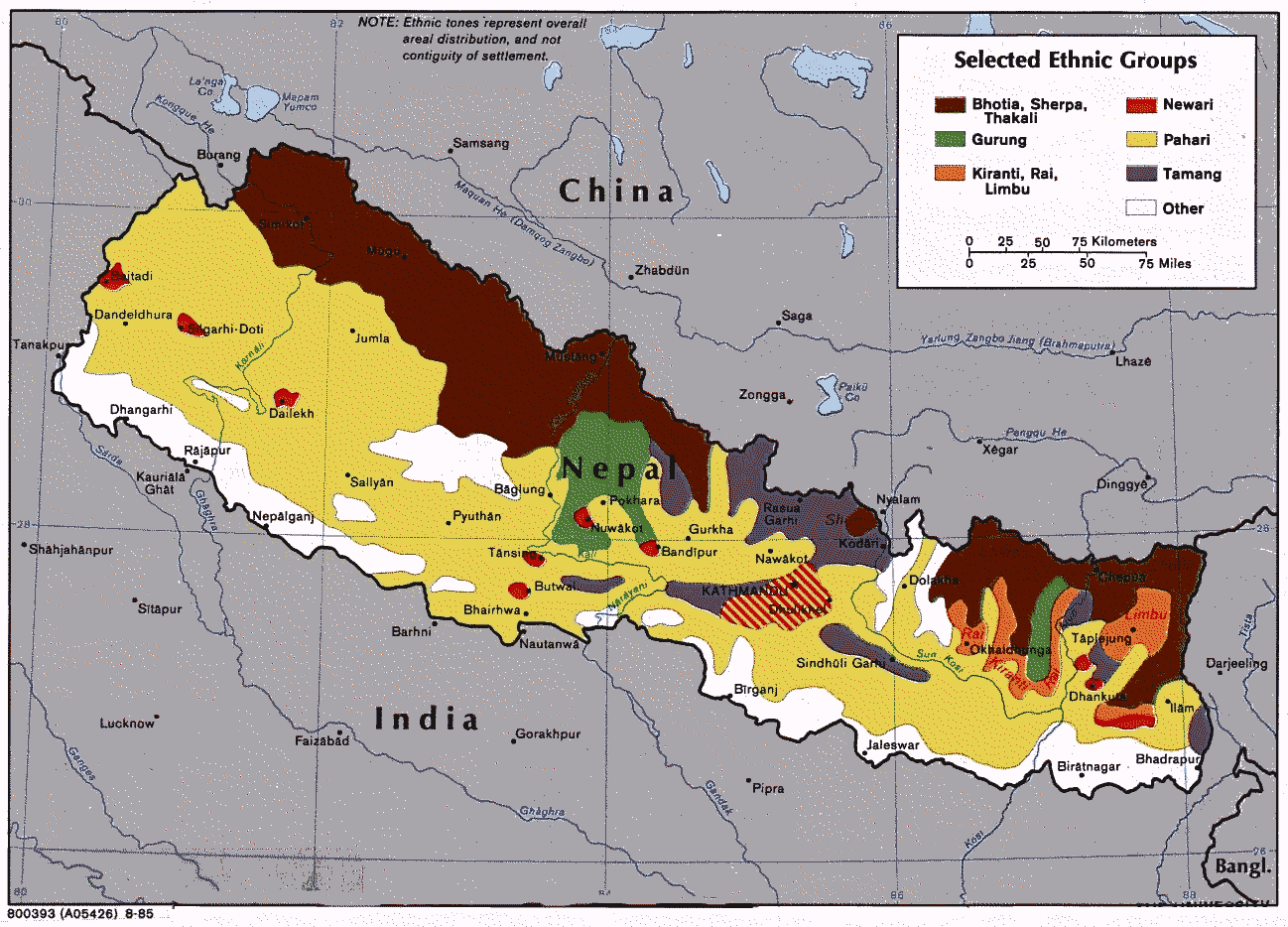
Groupes ethniques du Népal (les Gurungs sont en vert)

## Religion

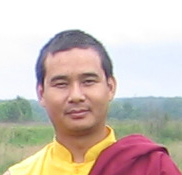
Gurung bouddhiste moine tibétain de la tradition Sakya au Népal

La plupart des Gurung sont bouddhistes et une minorité est hindouiste. Plusieurs siècles d'influence tibétaine ont amené nombre de Gurungs à adopter le bouddhisme tibétain, principalement dans la région de Manang, dans sa variante du courant nyingma.

## Traditions
Certaines populations parmi les Gurung sont réputées pour leur talents de chasseurs de miel, en particulier le miel toxique qu'ils récoltent de l'abeille de l'Himalaya, à la fois pour ses propriétés médicales et hallucinogènes.

### Filmographie
- (en) Raphael Treza, « Hallucinogen honey hunters », sur topdocumentaryfilms.com, 2011 (consulté le 3 novembre 2015)